# 阿斯伯里 (新澤西州)
阿斯伯里（英語：Asbury）是位於美國新澤西州沃倫縣的普查規定居民點。

## 人口
根據2020年美國人口普查的數據，阿斯伯里的面積為1.82平方千米，當中陸地面積為1.80平方千米，而水域面積為0.02平方千米。當地共有人口270人，而人口密度為每平方千米148.35人。